# ساکو (مین)
ساکو (به انگلیسی: Saco) شهری در ایالت مین کشور ایالات متحده آمریکا است که جمعیت آن در سرشماری سال ۲۰۱۰ میلادی، ۱۸٬۴۸۲ نفر بوده‌است.

## نگارخانه

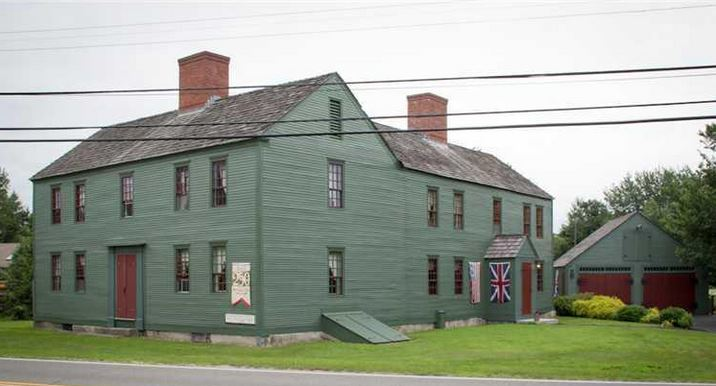
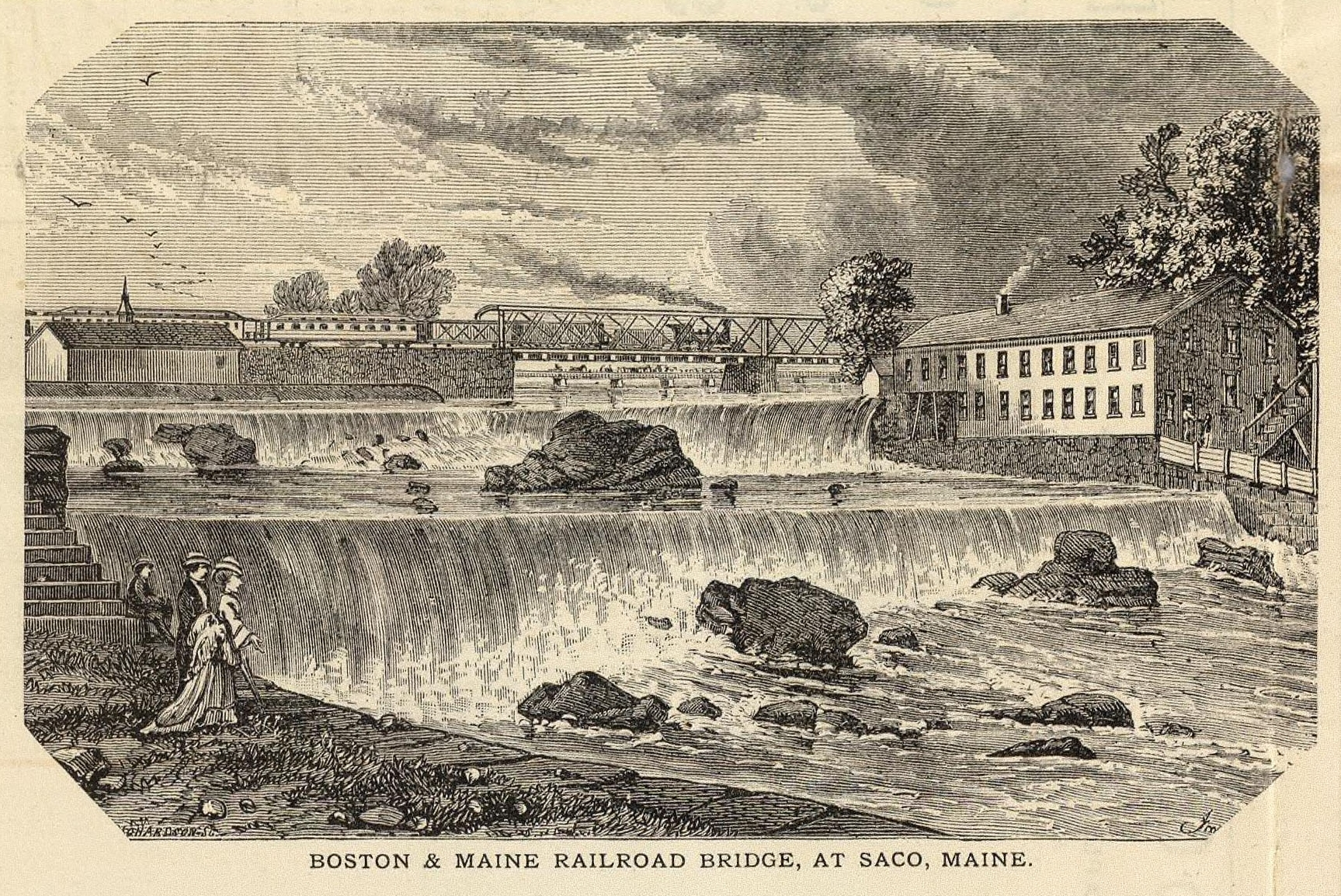
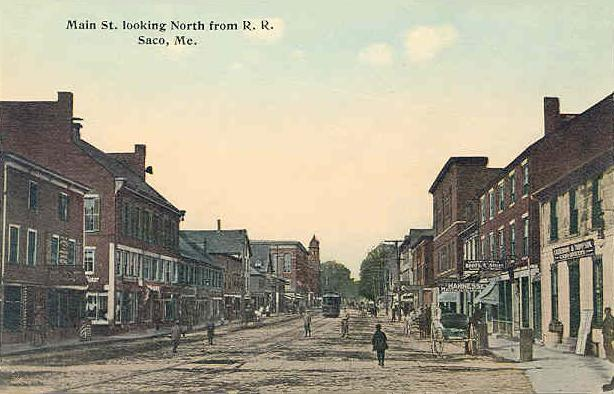
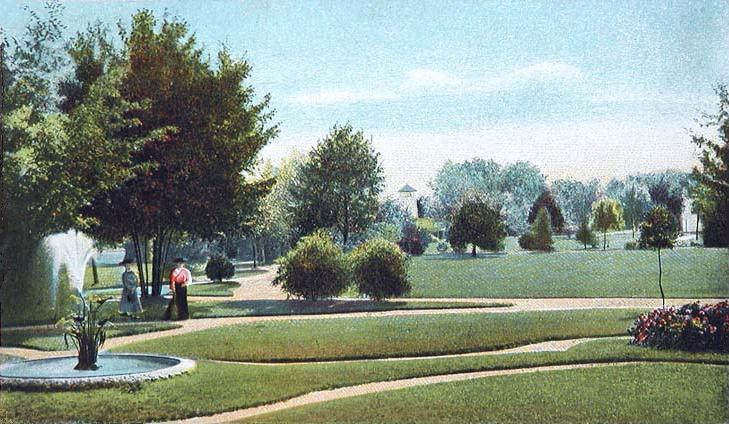
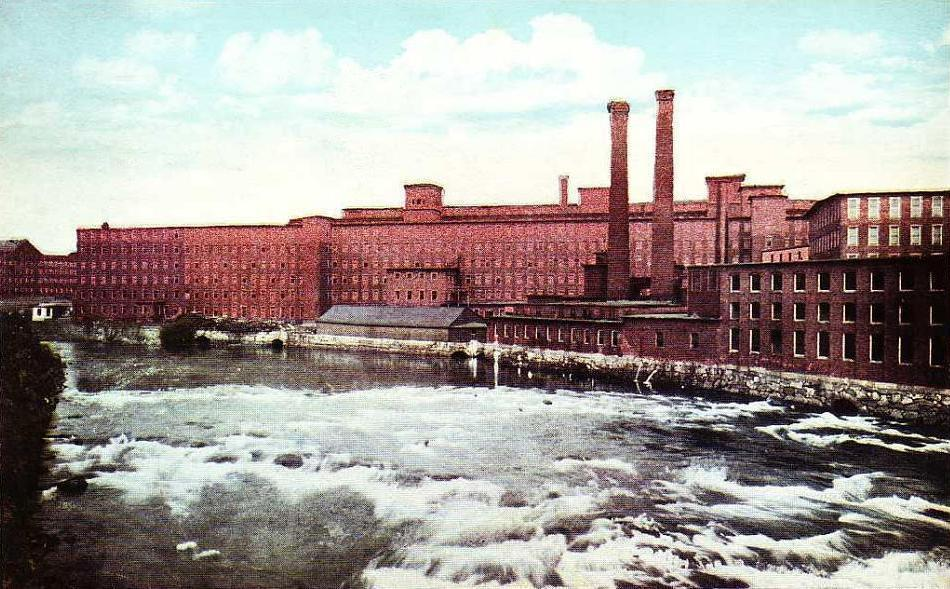